# Peugeot 9X8
Peugeot 9X8 é um carro de corrida esporte protótipo construído pela fabricante de carros francesa Peugeot para a categoria Le Mans Hypercar do Campeonato Mundial de Endurance da FIA .

## Desenvolvimento
A Peugeot explica o nome "9X8" por vários motivos: o 9 simboliza os modelos de alto desempenho da marca, o X representa as tecnologias de tração nas quatro rodas e tração elétrica e o 8 corresponde aos modelos contemporâneos da marca. Sucedendo ao 908, modelo do regulamento LMP1 utilizado até 2011 que venceu as 24 Horas de Le Mans de 2009, o 9X8 foi projetado para aproveitar ao máximo as liberdades permitidas pelo novo regulamento dos Hypercar. A primeira área a se beneficiar dos novos regulamentos é a aerodinâmica. O regulamento da LMH permite que o veículo tenha apenas um elemento aerodinâmico ajustável sem especificar o que possa ser, permitindo assim que a Peugeot explora-se um projeto ousado sem a presença de aerofólio. A motorização escolhida para o 9X8 consiste de um motor 680 cv (500 kW) biturbo de 2.6L configuração V6 acoplado a uma unidade de motores elétricos de 272 cv (200 kW), e uma caixa de transmissão de 7 velocidades.
Em 13 de novembro de 2019, a Peugeot anunciou seu retorno as competições de endurance, marcando sua participação pela primeira vez no campeonato da FIA WEC, desde o abandono no início da temporada inaugural em 2012, como também as 24 Horas de Le Mans para a prova de 2022 na categoria Hypercar. Todavia, a participação na prova clássica de endurance foi adiada para 2023, com a Peugeot declarando que a equipe "Team PEUGEOT TotalEnergies', e o modelo de nome oficial 9X8 Hybrid Hypercar não correriam a prova, mas estreariam apenas na prova das 6 Horas de Monza, em 6 de julho.  Os PEUGEOT 9X8 disputarão o restante do Campeonato Mundial de Resistência da FIA de 2022, incluindo as 6 Horas de Fuji de 2022 e no final da temporada, as 8 Horas do Bahrain de 2022.
O programa de testes do 9X8 começou em dezembro de 2021, tendo passado pelos autódromos do Circuito Internacional do Algarve, Circuito Paul Ricard, Motorland Aragón, Circuito de Barcelona-Catalunha e Circuito de Nevers Magny-Cours, com o 9X8 a percorrer mais de 10.000 quilômetros ao longo  de 25 dias de teste. Paul Di Resta, Loïc Duval, Mikkel Jensen, Gustavo Menezes, James Rossiter e Jean-Éric Vergne foram nomeados para dividir as funções de condução e formar as tripulações dos dois carros inscritos para as 6 Horas de Monza de 2022.

## Resultados no Campeonato Mundial de Endurance da FIA (WEC)
| Temporada | Equipe                | Categoria | Pilotos                       | N°  | 1      | 2   | 3   | 4      | 5      | 6   |    |     | Pontos | Posição |
| --------- | --------------------- | --------- | ----------------------------- | --- | ------ | --- | --- | ------ | ------ | --- | -- | --- | ------ | ------- |
| 2022      | Peugeot TotalEnergies | Hypercar  | Pilotos                       | N°  | SEB    | SPA | LMS | MZN    | FUJ    | BHR |    |     | Pontos | Posição |
| 2022      | Peugeot TotalEnergies | Hypercar  | Paul di Resta                 | 93  | -      | -   | -   | Ret    | 4      | Ret | 42 | 4°  |        |         |
| 2022      | Peugeot TotalEnergies | Hypercar  | Mikkel Jensen                 | 93  | -      | -   | -   | Ret    | 4      | Ret | 42 | 4°  |        |         |
| 2022      | Peugeot TotalEnergies | Hypercar  | Jean-Éric Vergne              | 93  | -      | -   | -   | Ret    | 4      | Ret | 42 | 4°  |        |         |
| 2022      | Peugeot TotalEnergies | Hypercar  | Loïc Duval                    | 94  | -      | -   | -   | 33 (4) | 20 (5) | 4   | 42 | 4°  |        |         |
| 2022      | Peugeot TotalEnergies | Hypercar  | Gustavo Menezes               | 94  | -      | -   | -   | 33 (4) | 20 (5) | 4   | 42 | 4°  |        |         |
| 2022      | Peugeot TotalEnergies | Hypercar  | James Rossiter                | 94  | -      | -   | -   | 33 (4) | 20 (5) | 4   | 42 | 4°  |        |         |
| 2023      | Peugeot TotalEnergies | Hypercar  |                               |     | 1      | 2   | 3   | 4      | 5      | 6   | 7  |     | 67     | 5°      |
| 2023      | Peugeot TotalEnergies | Hypercar  | SEB                           | POR | SPA    | LMS | MZN | FUJ    | BHR    |     |    |     | 67     | 5°      |
| 2023      | Peugeot TotalEnergies | Hypercar  | Paul di Resta                 | 93  | 31 (9) | 7   | 13  | 8      | 3      | 8   | 9  |     | 67     | 5°      |
| 2023      | Peugeot TotalEnergies | Hypercar  | Mikkel Jensen                 | 93  | 31 (9) | 7   | 13  | 8      | 3      | 8   | 9  |     | 67     | 5°      |
| 2023      | Peugeot TotalEnergies | Hypercar  | Jean-Éric Vergne              | 93  | 31 (9) | 7   | 13  | 8      | 3      | 8   | 9  |     | 67     | 5°      |
| 2023      | Peugeot TotalEnergies | Hypercar  | Loïc Duval                    | 94  | NC     | 5   | 17  | 27     | 11     | 7   | 8  |     | 67     | 5°      |
| 2023      | Peugeot TotalEnergies | Hypercar  | Gustavo Menezes               | 94  | NC     | 5   | 17  | 27     | 11     | 7   | 8  |     | 67     | 5°      |
| 2023      | Peugeot TotalEnergies | Hypercar  | Nico Müller Stoffel Vandoorne | 94  | NC     | 5   | 17  | 27     | 11     | 7   | 8  |     | 67     | 5°      |
| 2024      | Peugeot TotalEnergies | Hypercar  |                               |     | 1      | 2   | 3   | 4      | 5      | 6   | 7  | 8   | 57     | 6°      |
| 2024      | Peugeot TotalEnergies | Hypercar  | QAT                           | IMO | SPA    | LMS | SAP | COT    | FUJ    | BHR |    |     | 57     | 6°      |
| 2024      | Peugeot TotalEnergies | Hypercar  | Mikkel Jensen                 | 93  | DSQ    | 9   | 10  | 12     | 8      | 12  | 4  | 3   | 57     | 6°      |
| 2024      | Peugeot TotalEnergies | Hypercar  | Nico Müller                   | 93  | DSQ    | 9   | 10  | 12     | 8      | 12  | 4  | 3   | 57     | 6°      |
| 2024      | Peugeot TotalEnergies | Hypercar  | Jean-Éric Vergne              | 93  | DSQ    | 9   | -   | 12     | 8      | 12  | 4  | 3   | 57     | 6°      |
| 2024      | Peugeot TotalEnergies | Hypercar  | Paul di Resta                 | 94  | 15     | 15  | 14  | 11     | 16     | Ret | 8  | Ret | 57     | 6°      |
| 2024      | Peugeot TotalEnergies | Hypercar  | Loïc Duval                    | 94  | 15     | 15  | 14  | 11     | 16     | Ret | 8  | Ret | 57     | 6°      |
| 2024      | Peugeot TotalEnergies | Hypercar  | Stoffel Vandoorne             | 94  | 15     | 15  | -   | 11     | 16     | Ret | 8  | Ret | 57     | 6°      |
| 2025      | Peugeot TotalEnergies | Hypercar  |                               |     | 1      | 2   | 3   | 4      | 5      | 6   | 7  | 8   | 12 *   | 7° *    |
| 2025      | Peugeot TotalEnergies | Hypercar  | QAT                           | IMO | SPA    | LMS | SAP | COT    | FUJ    | BHR |    |     | 12 *   | 7° *    |
| 2025      | Peugeot TotalEnergies | Hypercar  | Mikkel Jensen                 | 93  | 9      | 9   | 11  | 16     | 7      |     |    |     | 12 *   | 7° *    |
| 2025      | Peugeot TotalEnergies | Hypercar  | Paul di Resta                 | 93  | 9      | 9   | 11  | 16     | 7      |     |    |     | 12 *   | 7° *    |
| 2025      | Peugeot TotalEnergies | Hypercar  | Jean-Éric Vergne              | 93  | 9      | 9   | 11  | 16     | -      |     |    |     | 12 *   | 7° *    |
| 2025      | Peugeot TotalEnergies | Hypercar  | Loïc Duval                    | 94  | 12     | 12  | Ret | 11     | 6      |     |    |     | 12 *   | 7° *    |
| 2025      | Peugeot TotalEnergies | Hypercar  | Malthe Jakobsen               | 94  | 12     | 12  | Ret | 11     | 6      |     |    |     | 12 *   | 7° *    |
| 2025      | Peugeot TotalEnergies | Hypercar  | Stoffel Vandoorne             | 94  | 12     | 12  | Ret | 11     | -      |     |    |     | 12 *   | 7° *    |

Ret: Retirado da corrida NC: Não se classificou. DSQ: Desclassificado. * Campeonato em andamento.
|            |                              |
| Abreviação | Prova                        |
| SPA        | 6 Horas de Spa-Francorchamps |
| POR        | 6 Horas de Portimão          |
| LMS        | 24 Horas de Le Mans          |
| MZN        | 6 Horas de Monza             |
| COT        | Lone Star Le Mans (6 horas)  |
| SEB        | 1000 milhas de Sebring       |
| FUJ        | 6 Horas de Fuji              |
| BHR        | 8 Horas do Bahrein           |
| QAT        | 1812 km do Qatar             |
| IMO        | 6 Horas de Imola             |
| SAP        | 6 Horas de São Paulo         |